# Déclaration de Venise
La déclaration de Venise (ou « déclaration du Sommet de Venise ») est un accord publié par le comité économique de la Communauté économique européenne, réuni en juin 1980 avec l'organisation de Libération de la Palestine (OLP), qui a appelé à la reconnaissance des droits des Palestiniens à l'autonomie gouvernementale et aux droits de l'OLP à participer aux initiatives de paix.

## Histoire
Du fait de l'escalade du conflit israélo-arabe, les pays européens décident que les négociations alors menées par les États-Unis étaient peu satisfaisantes, et que la situation était suffisamment sérieuse pour intervenir, justifiant plus avant cette intervention sur la base de leurs liens traditionnels et des intérêts communs qu'ils avaient avec la région.

## Contenu
Les Européens se fondent notamment sur les résolutions 242 et 338 du Conseil de sécurité, mais également sur une série de déclarations faites le 10 septembre 1970, le 29 juin 1977, les 26 mars et 18 juin 1979 et le discours du ministre des Affaires étrangères irlandais d'alors devant l'Assemblée générale des Nations unies le 25 septembre 1979.
Au paragraphe 4, les États membres appellent à promouvoir les « deux principes universellement acceptés par la communauté internationale : le droit d'exister en sécurité de tous les États de la région, dont Israël, et la justice pour les peuples, ce qui implique la reconnaissance des droits légitimes du peuple palestinien ». Cela implique selon les États membres la reconnaissance des frontières établie et la résolution des différends frontaliers afin d'assurer la sécurité des populations dans leurs limites.

## Sources